# مايكل ألكسندر
ميخائيل الكسندر (بالإنجليزية: Michael Alexander)‏ هو مبارز بالسيف ودبلوماسي بريطاني، ولد في 19 يونيو 1936 في ونشستر في المملكة المتحدة، وتوفي في 1 يونيو 2002 في مدينة لندن في المملكة المتحدة.

## وصلات خارجية
- ميخائيل الكسندر على موقع أوليمبيديا (الإنجليزية)